# Прилуцька вулиця (Санкт-Петербург)
Прилуцька вулиця - вулиця в Фрунзенському районі Санкт-Петербурга. Проходить від Борової вулиці до Дніпропетровської вулиці.

## Історія
Перше найменування Безіменний провулок відоме з 1883 року.
Назва Прилуцька вулиця присвоєна 16 квітня 1887 року, названа на честь міста Прилуки в ряді вулиць Олександро-Невської поліцейської частини (назви ряду вулиць пов'язані з повітовими містами Полтавської губернії).

## Пам'ятки

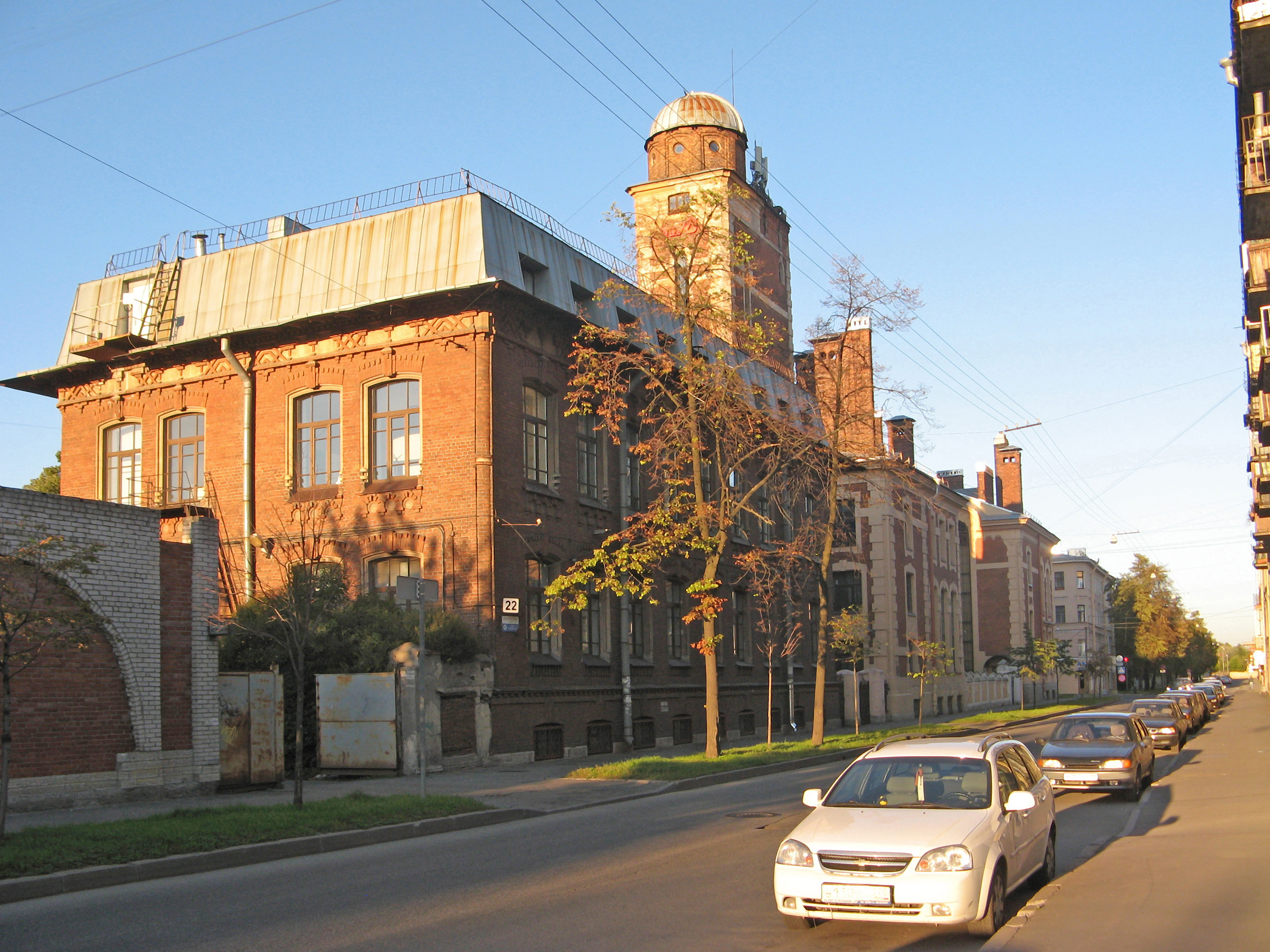
Прилуцька вулиця. На першому плані зліва — будівля Рухомого музею навчальних посібників народного будинку графині Паніної

- Воронезький сад.
- Будинок 3 — Санкт-Петербурзький державний інженерно-економічний університет.
- Будинок 11/103 — районний Центр планування сім'ї та репродукції.
- Будинок 22 — будівля Рухомого музею навчальних посібників народного будинку графині Паніної.
- Будинок 24 — будинок Народного дому графині Паніної. У 1926 році будинок передано працівникам залізниці, і з цього часу в ньому знаходиться Будинок культури залізничників[2]. Також в даний час в цьому будинку знаходиться Управління Малої Жовтневої залізниці. Будівлі Народного дому та Рухомого музею навчальних посібників збудовано у 1899–1903 роках за проєктом архітектора Ю. Ю. Бенуа.
- Будинок 28 — двоповерховий дореволюційний будинок 1905 року, в радянські роки в ньому працювала слюдяна фабрика[3]. На початку квітня 2022 року будинок знесли. Незважаючи на аварійний статус, будівля підлягала охороні (збудована до 1917 року). Новий власник пояснив демонтаж загрозою обвалення, що виникла під час будівництва нового житлового будинку в безпосередній близькості[4].
- Будинок 35 — АТС-766 Петербурзької філії ВАТ «Ростелеком» .